# Hilde Hauck
Hilde Hauck (* 5. Dezember 1905 in Lünen als Ernestine Hildegard Karoline Unglaube; † 10. März 1988) war eine deutsche Widerstandskämpferin, Politikerin der KPD und 1946 Mitglied des Ernannten Landtages von Nordrhein-Westfalen.

## Leben
Hilde Hauck absolvierte in Lünen eine Lehre zur Verkäuferin. Obwohl sie immer studieren wollte, wurde aufgrund der finanziellen elterlichen Finanzlage nur ihrem Bruder die Ausbildung mit dem Argument, „er müsse schließlich später eine Familie ernähren“, ermöglicht. Darum ging sie 1926 gegen den Willen ihrer Eltern nach Berlin, um auf einer Arbeiterschule ihr Abitur zu machen, nachdem Kurt Löwenstein als Stadtrat für Volksbildungswesen in Berlin-Neukölln für die Schaffung von Arbeiter-Abiturienten-Kursen gesorgt hatte. Daneben arbeitete sie in der Volksbibliothek zu Neukölln, um ihren Lebensunterhalt zu verdienen und machte als eine von zwei Frauen mit 34 Männern ihr Abitur in neun Fächern. 1930 trat sie in die KPD ein und übersiedelte 1932 nach Moskau, wo sie ihr Studium in der Wolgadeutschen Republik fortsetzte und von Januar 1933 bis Januar 1934 als Redakteurin und Journalistin der deutschsprachigen Zeitungen Nachrichten und von Juni 1936 bis Dezember 1937 der Stimme arbeitete. Auch Kurt Neumann, ihr erster Ehemann, war dort tätig. 1935 wurde der gemeinsame Sohn Alfred geboren. Hilde Haucks Mann wurde 1938 während der stalinistischen Säuberungen verhaftet und nach Sibirien verbannt, sie selbst im selben Jahr hochschwanger und mittellos aus der Sowjetunion nach Deutschland ausgewiesen.
Über Berlin, wo ihre Tochter zur Welt kam, kehrte Hilde Hauck nach Lünen zurück, wo sie unter Aufsicht der Gestapo stand. Ab November 1940 arbeitete sie in der Stadtverwaltung Lünen als Dolmetscherin für die Fremdarbeiter und Kriegsgefangenen. Gleichzeitig organisierte sie sich in einer Widerstandsgruppe, indem sie Kontakt zu ehemaligen befreundeten Sozialdemokraten aufnahm und an der Schaffung eines lokalen sozialdemokratisch-kommunistisch-christlichen Netzwerkes bis nach Dortmund beteiligt war, das sich gegenseitig unterstützte, warnte, Verfolgte aufnahm und versuchte, über die Gräuel des Nationalsozialismus aufklären. Dabei nutzte Hilde Hauck auch ihre Arbeit in der Stadtverwaltung, um jüdischen Menschen durch zusätzliche Lebensmittel eine ausreichende Versorgung zu verschaffen und Zwangsarbeiterinnen und Zwangsarbeiter bei ihr bekannten Bauern unterzubringen. Gegen Kriegsende verhinderte die Gruppe auch die Sprengung einer Brücke über die Lippe, die für die  nötigste Versorgung der Bevölkerung wichtig war.
In zweiter Ehe war Hilde Hauck mit Heinrich Hauck verheiratet, einem Sozialdemokraten aus dem Widerstand, und war bis zum Verbot der KPD 1956 als Journalistin für kommunistische Presseorgane tätig. Sie starb 1988 in Lünen.

## Politische Tätigkeit
1946 wurde Hilde Hauck zum Mitglied des Provinzialrates Westfalen ernannt und gehörte vom 2. Oktober 1946 bis zum 19. Dezember 1946 dem ernannten Landtag von Nordrhein-Westfalen an. 1948 trat sie als gewählte KPD-Abgeordnete in die Kommunalvertretung der Stadt Lünen ein und kandidierte zwischen 1948 und 1956 für die KPD bei Landtags- und Bundestagswahlen im Sauerland und in Ostwestfalen. Sie wurde 1956 in der Gewerkschaft IG Druck und Papier aktiv und leitete zehn Jahre lang die Lüner Kreisgruppe der Vereinigung der Verfolgten des Naziregimes (VVN).